# Michele Ridolfi

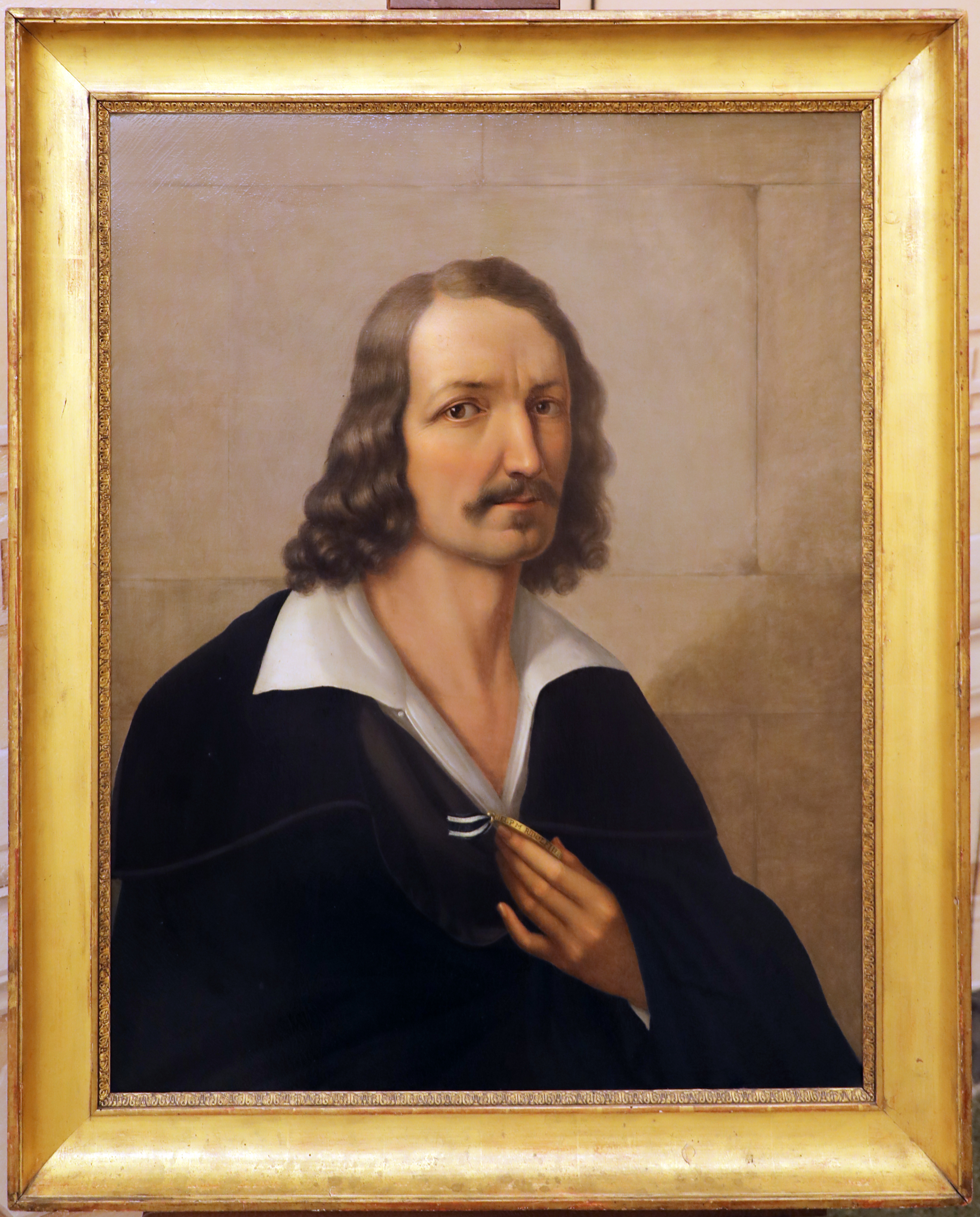
Autoritratto

Michele Ridolfi, nato Michelangelo Ridolfi (Gragnano, 29 settembre 1793 – Lucca, 1º novembre 1854), è stato un pittore e critico d'arte italiano.

## Biografia
Allievo di Stefano Tofanelli a Lucca, il Ridolfi si specializzò nella pittura con l'encausto e affrescò le pareti dell'abside di Sant'Alessandro a Lucca.
Si trasferì a Roma nel 1813 per studiare con vari artisti, tra cui un gruppo di pittori tedeschi che includeva anche Peter von Cornelius e Johann Friedrich Overbeck. Il suo Primo Concilio degli Apostoli venne dipinto durante il soggiorno a Roma. Per il quadro Madonna in trono ricevette anche due medaglie d'oro e una corona di alloro dal Papa. Ha poi restaurato con grande maestria gli affreschi di Amico Aspertini nella Basilica di San Frediano a Lucca. Ridolfi era membro onorario dell'Accademia di Dresda.
Non deve essere confuso con Michele Tosini, il pittore rinascimentale fiorentino chiamato Michele di Ridolfo perché lavorava per Ridolfo del Ghirlandaio.

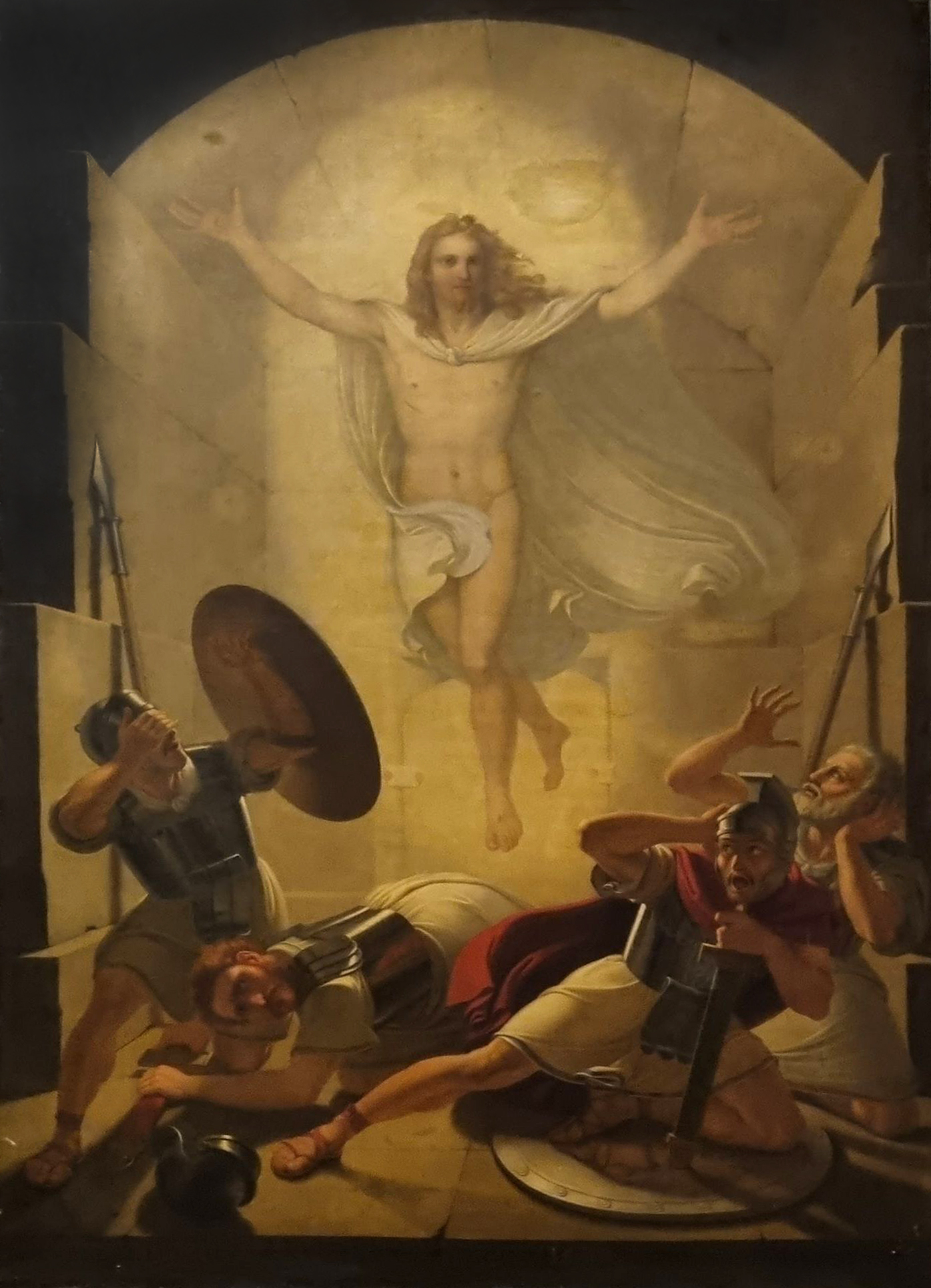
Resurrezione (1824) - Duomo di Lucca